# اردوان دماوندی
اردوان دماوندی (پارسی میانه: Ardawān ī Dumbāwan-iz) یکی از نجیب‌زادگان ساسانی در سده سوم میلادی در زمان حکومت شاپور یکم بود.

## زندگی

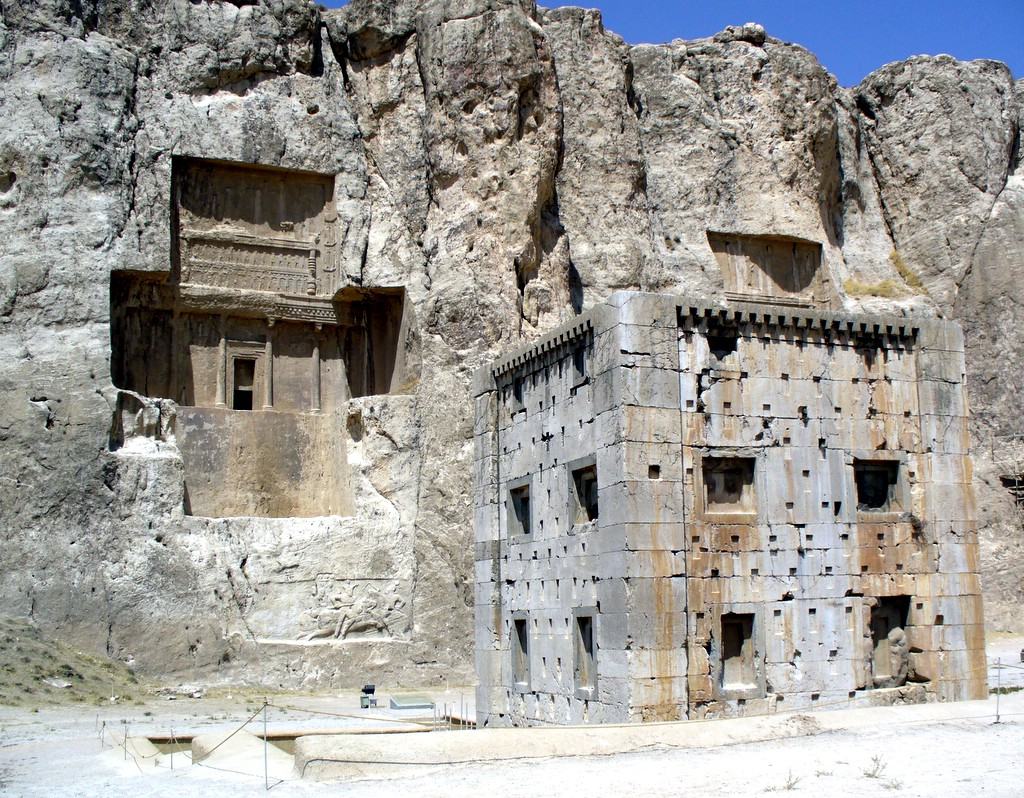
کعبه زرتشت، جایی که سنگ‌نوشته شاپور یکم حک شده‌است

اردوان اهل دماوند بود. دماوند از استان‌های ایران ساسانی به‌شمار نمی‌رفت اما به نظر می‌رسد یکی از محل‌های اقامت شاهزادگان بوده‌است. از او در سنگ‌نوشته شاپور یکم بر کعبه زرتشت یاد شده‌است. او در این سنگ‌نوشته در میان ۶۷ نجیب‌زاده در رتبهٔ بیست‌وشش قرار دارد که نشان‌دهنده جایگاه بالای اوست.